# Patrick Moreau
Patrick Moreau (ur. 3 listopada 1973 w Cognac) – francuski piłkarz występujący na pozycji obrońcy. 

## Kariera klubowa
Moreau karierę rozpoczynał w 1991 roku w trzecioligowym Racing Club de France. W 1992 roku został zawodnikiem zespołu AS Saint-Étienne, grającego w Division 1. W lidze tej zadebiutował 19 grudnia 1992 w zremisowanym 0:0 meczu z US Valenciennes-Anzin. 10 lutego 1993 w zremisowanym 1:1 pojedynku z Nîmes Olympique strzelił pierwszego gola w Division 1. Graczem Saint-Étienne był do końca sezonu 1996/1997, a po jego spadku do Division 2, odszedł z klubu.
Został wówczas graczem pierwszoligowej Bastii. Jej barwy reprezentował przez kolejne pięć sezonów. Sezon 2001/2002 spędził z kolei na wypożyczeniu w FC Metz. W 2002 roku Moreau odszedł do drugoligowego AS Nancy. Grał tam przez trzy sezony, a potem przez jeden w LB Châteauroux. W 2006 roku zakończył karierę.
W Ligue 1 rozegrał 220 spotkań i zdobył 8 bramek.

## Kariera reprezentacyjna
W 1996 roku Moreau jako członek kadry U-23 wziął udział w Letnich Igrzyskach Olimpijskich, zakończonych przez Francję na ćwierćfinale. 
W 1996 roku został też powołany do kadry U-21 na Mistrzostwa Europy.
W pierwszej reprezentacji Francji nie rozegrał żadnego spotkania.